# Le nozze (Wagner)
Le nozze (Die Hochzeit, WWV 31) è il titolo del primo abbozzo di opera composto da Richard Wagner.
Wagner ne completò il libretto, e iniziò quindi a comporne la musica nell'autunno del 1832, a 19 anni. Abbandonò però il progetto quando sua sorella Rosalie, che, dopo la morte del patrigno di Wagner, Ludwig Geyer, era di fatto il capofamiglia, e cui Wagner era legato da un particolare affetto, espresse il suo parere negativo sulla storia. Di conseguenza il fratello abbandonò la composizione e distrusse il poema.
Da quanto è noto, la vicenda narrava di una giovane di nome Ada, promessa sposa a un uomo chiamato Arindal. Alla vigilia delle nozze, dovute agli interessi politici delle famiglie piuttosto che all'amore, Cadolt, innamorato di Ada, folle di passione, penetra nelle stanze della sposa: pur amandolo, Ada, sconvolta, rifiuta il suo abbraccio e nella lotta spinge via Cadolt, facendolo accidentalmente precipitare dal balcone. Al suo funerale, però, Ada, disperata, cade esanime accanto alla bara e muore.
Di quest'opera rimane solo un settimino, che costituiva la prima scena.
I nomi Ada e Arindal vennero in seguito riutilizzati da Wagner per i due protagonisti di Le fate (1833), la sua prima opera compiuta.